# 梅克菲爾德 (英國國會選區)

選區在大曼徹斯特郡的位置

梅克菲爾德（英語：Makerfield），英國國會一郡選區，位於大曼徹斯特郡威根都市自治市的中部。
該區自1983年設立起一直支持工黨。2010年大選中伊芳·福瓦日以47.3%選票勝出該區首次當選，繼承了伊恩·麥卡尼退休留下的議席。